# Chandrashekhar Khare
Chandrashekhar B. Khare (1968) é um matemático indiano, professor de matemática da Universidade da Califórnia em Los Angeles. Em 2005 obteve avanços significativos na área da representação de Galois e teoria dos números provando o nível 1 da conjectura da modularidade de Serre, e mais tarde a prova da conjectura completa com Jean-Pierre Wintenberger.

## Formação e carreira
Residente em Bombaim, Índia, obteve a graduação no Trinity College (Cambridge). Obteve um doutorado em 1995 no Instituto de Tecnologia da Califórnia, orientado por Haruzo Hida. Provou a conjectura de Serre com Jean-Pierre Wintenberger, publicada no Inventiones Mathematicae.
Recebeu o Prêmio Fermat de 2007 e o Prêmio Cole de 2011.
Foi palestrante convidado do Congresso Internacional de Matemáticos em Hyderabad (2010).
Em 2012 foi eleito fellow da American Mathematical Society e da Royal Society.